# Batalla de San José de Buenavista
La batalla de Antique o de San José de Buenavista (en filipino: Labanan sa Antique, Hiligaynon: Gubat sang Antique, en español: Batalla de Antique) fue una lucha en la provincia de Antique, entre las fuerzas del gobierno colonial español y el ejército antiqueño liderado por el general visayano Leandro Fullon.

## Revolución filipina en Antique
El acontecimiento más importante que tuvo lugar en la provincia de Antique durante el Régimen español fue la contrapartida de la revolución filipina. Después de la captura de Manila en 1898 y el establecimiento de gobierno en Cavite a partir del 2 de junio de 1898, el Gen. Aquinaldo envió fuerzas expedicionarias a Panay bajo el mando del General Fullon.
Don Esteban de la Rama quién era entonces el Secretario de la Armada (Secretario de Marinos) envió el barco Don Francisco a Panay. Acompañando al Gen. Fullon estaban Pedro Ledesma, Silvestre Salvio, Teniente. Ruperto Abellon, Ángel Salazar, Sr., quién era entonces secretario de Don Esteban de la Rama, el oficial designado para acompañar las tropas. Ángel Salazar aun así no regresó y fue contratado por Gen. Fullon como jerfe de personal con el rango de coronel. El barco llegó a Pandan (Inayawan, Libertad) a las 11:30 p. m. del 21 de septiembre de 1898. Inmediatamente ocuparon la ciudad de Pandan y capturaron a Ricardo Villanueva. Por la tarde dejaron Pandan por Culasi y alcanzaron Lipata a las 22:00. A La mañana siguiente desembarcaron y fueron bien recibido por los indígenas.
Los españoles al saber de la llegada de las fuerzas expedicionarias dejaron la ciudad de Culasi y se atrincheraron en Tinubucan, un barrio de Culasi. Estaban bajo la orden del teniente Agustín Alcayre y del sargento Juan Espino. Los españoles, aun así, abandonan Culasi para resguardarse en Tibiao debido a su posición desprotegida. En su camino a Tibiao, los guardias civiles filipinos lucharon contra los españoles y mataron al sargento Espino, mientras que el teniente Alcayre fue herido. Amotinados se presentaron ante el General Fullon en Culasi, lo que dio oportunidad a reorganizar su fuerzas, equipandolas y preparandolas para el siguiente movimiento hacia el sur.

## Batalla del 29 de septiembre
Para el día 29 de septiembre, la fuerza expedicionaria y los guardias civiles filipinos lucharon en las faldas de Bugasong, cerca del cementerio y Bo. En la batalla cae el teniente Gamo de la expedicionaria. Debido a la fuerza superior del enemigo, la expedicionario se retira a Culasi. Los españoles se volvieron difíciles de vencer debió a nuevos refuerzos desembarcados en Bo. Mientras en Culasi el general Fullon envió un oficial a Malolos para informar al general Aguinaldo la situación. Fullon que debería haber ido él mismo a dar cuenta de lo sucedido fue arrestado en Buruanga por oficiales civiles, aunque luego fue liberado gracias a la mediación de un sacerdote. 
Después de la derrota sufrida por la Expedicionaria en Bo, los españoles les siguieron hasta Culasi. Cuando los españoles pasaron Barbasa, los oficiales de la ciudad se rindieron a ellos, y entregaron la munición y el armamento dejado por Fullon. Los españoles ocuparon Culasi y establecieron un destacamento en Pandan, quedando bajo las órdenes del general Brandies. Los "guardias civiles" filipinos y los miembros de la expedicionaria, especialmente los "macabebes", aunque se habían rendido a los españoles, se sabía que podrían cambiar de bando en cualquier momento y unirse a los filipinos.

## Motín del 20 de octubre
En la noche del 20 de octubre de 1898 el cuerpo filipino “Guardia Civiles” bajo el soldado de primera Marcelino Eping se amotinó y asesinó a los oficiales españoles en el convento de Culasi. El general Brandies fue forzado a retroceder a Bugasong. El día siguiente, el 21 de octubre Marcelino Eping se presentó ante el General Fullon con 190 soldados. Fullon inmediatamente reorganizó sus fuerzas para el ataque de San José. Las fuerzas expedicionarias alcanzaron las afueras de San José el 22 de noviembre a las 10 de la mañana. El Gobernador español Castro Verde, al verse sorprendido por la presencia de las tropas filipinas envió un mensajero para pedir un alto el fuego por 3 días de forma que pudieran evacuar la ciudad. Fullon les concedió solo 24 horas. 

## Batalla del 23 de noviembre
El día siguiente, noviembre 23, a las 10:00 a. m. las fuerzas expedicionarias atacaron San José y la lucha duró hasta las 11:00 p. m. El día siguiente San José fue ocupado. Con la caída de San José, los oficiales siguientes fueron nombrados para encabezar la provincia: 
- Gobernador – Ángel Salazar Sr.;
- Vicegobernador – Santos Capadocia;
- Consejero de Justicia – Anacleto Villavert Jimenez;
- Consejero de Justicia – José Fontanilla;
- Consejero de Impuestos Internos – Anselmo Alicante
- Representante de Malolos – Vicente Gella.

Así se instalaba un gobierno regional como contrapartida al gobierno existente.
Las tropas filipinas descansaron por una semana hasta partir a Iloilo. Mientras las tropas filipinas estaban en Iloilo, refuerzos fueron enviados por Gen. Aguinaldo bajo la orden de Gen. Pablo Araneta desembarcado en Antique. Iloilo fue capturada y ocupada por Gen. Fullon el 25 de diciembre de 1898.